# 埃斯格维利亚斯德埃斯格瓦
埃斯格维利亚斯德埃斯格瓦，是西班牙卡斯蒂利亚-莱昂巴利亚多利德省的一个市镇。总面积42平方公里0，2001年普查人口總數為357人，人口密度為每平方公里9人。